# Kołonice
Kołonice (Peripoda) – zwierzęta morskie zaliczane do rozgwiazd (Asteroidea), początkowo klasyfikowane w randze odrębnej gromady Concentricycloidea. Mają ciało w kształcie krążka o średnicy ok. 1 cm, spłaszczonego w osi gębowo-przeciwgębowej (oralno-aboralnej), z kolcami szkieletowymi i nóżkami ambulakralnymi na jego krawędziach. Zostały odkryte w 1986.
Znane są 3 gatunki zamieszkujące głębokie wody (ok. 1000 m p.p.m.) w okolicach Nowej Zelandii i Bahamów oraz w północno-wschodniej części Pacyfiku.
Kołonice, tak jak wszystkie szkarłupnie, posiadają układ ambulakralny składający się w ich przypadku z 2 kanałów okrężnych (wewnętrznego i zewnętrznego) połączonych 4 kanałami promienistymi. Od kanału wewnętrznego odchodzi pionowy kanał kamienny mający ujście po oralnej stronie ciała. Od kanału zewnętrznego odchodzą nóżki ambulakralne z ampułkami, ale bez przyssawek. Kołonice posiadają 4 pęcherze Poliego oraz 5 par gonad. Mają uwsteczniony układ pokarmowy; pożywienie odfiltrowują z wody przy użyciu specjalnych membran.

## Systematyka
Rodzina: Xyloplacidae
Rodzaj: Xyloplax
Xyloplax janetae
Xyloplax medusiformis
Xyloplax turnerae